# امیل هندشین
امیل هندشین (انگلیسی: Emil Handschin؛ ۱۹ مارس ۱۹۲۸ – ۲۷ مهٔ ۱۹۹۰) ورزشکار هاکی روی یخ اهل سوئیس بود.
وی در مسابقات کشوری و بین‌المللی در مجموع برندهٔ ۱ مدال برنز شده‌است.